# Trestieni (okręg Giurgiu)
Trestieni – wieś w Rumunii, w okręgu Giurgiu, w gminie Ulmi. W 2011 roku liczyła 2608 mieszkańców.